# Hannes Orlamünder
Hannes Orlamünder, född 24 juli 1999 i Schwarza, är en tysk rodelåkare.

## Karriär
Vid VM 2025 i Whistler tog Orlamünder guld tillsammans med Paul Gubitz i dubbel samt silver tillsammans med Paul Gubitz, Dajana Eitberger och Magdalena Matschina i mixeddubbel.